# Bayet
 Bayet  es una población y comuna francesa, situada en la región de Auvernia, departamento de Allier, en el distrito de Moulins y cantón de Saint-Pourçain-sur-Sioule.

## Demografía
| 664 | 607 | 593 | 528 | 556 | 606 |
| Para los censos de 1962 a 1999 la población legal corresponde a la población sin duplicidades (Fuente: INSEE [Consultar]) |     |     |     |     |     |